# Laderas del Genil

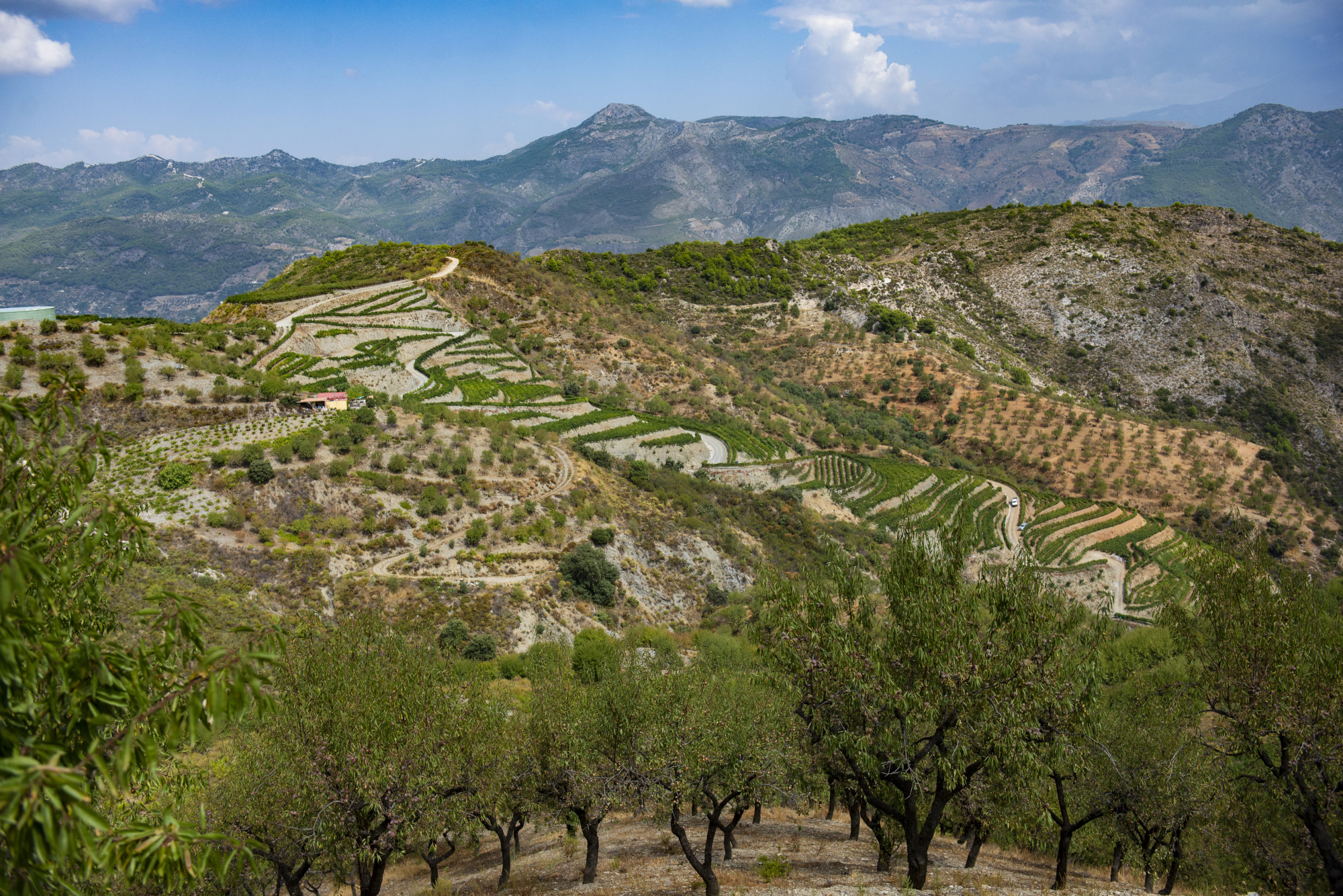
Weinberg in Jete

Laderas del Genil (spanisch für Hänge des Genil) ist ein andalusisches Weinbaugebiet im Südwesten der Provinz Granada. Im europäischen System der Herkunftsbezeichnungen hat es den Status einer geschützten geografischen Angabe (kurz g.g.A.; spanisch Indicación Geográfica Protegida, kurz IGP), was im traditionellen spanischen System einem Landwein (spanisch Vino de la Tierra, kurz VdlT) entspricht.

## Geschichte
Bis 2009 war das Weinbaugebiet unter dem Namen Granada Sur-Oeste (spanisch für Granada Südwest) bekannt.

## Region
Das relativ große Gebiet umfasst eine Vielzahl von Gemeinden, wobei einige Teile Richtung Landesinneres am Genil ausgerichtet sind, andere Teile befinden sich direkt in Küstennähe an der Costa Tropical an der Mündung des Río Guadalfeo, sind also Richtung Mittelmeer ausgerichtet. Zu letzteren gehören auch die Städte Almuñécar und Motril. Damit sind durchaus sehr verschiedene Klimate in einem Weinbaugebiet zusammengefasst; andererseits ist das benachbarte Weinbaugebiet Cumbres del Guadalfeo nach dem Río Guadalfeo benannt, die Mündung des Flusses gehört aber nicht zu jenem, sondern zum Weinbaugebiet Laderas del Genil.
Aufgrund von Überschneidung mit dem sehr großen Weinbaugebiet Granada sind 13 der 14 Hektar des Weinbaugebiets Laderas del Genil sowohl für die Herkunftsbezeichnung Granada als auch Laderas del Genil registriert. Unterschiedliche Anforderungen an Anbau und Verarbeitung bestimmen dabei letztlich die Bezeichnung auf der Flasche.

## Weine
Es dürfen Weißweine, Roséweine und Rotweine mit beliebigem Restzuckergehalt produziert werden. Dabei sind die weißen Rebsorten Vijiriego, Macabeo, Pedro Ximénez, Palomino, Moscatel de Alejandría, Moscatel de grano menudo, Chardonnay, Sauvignon Blanc, Viognier, Baladí Verdejo, Gewürztraminer, Riesling, Torrontés und Albariño sowie die roten Rebsorten Garnacha Tinta, Tempranillo, Cabernet Sauvignon, Merlot, Syrah, Pinot Noir, Petit Verdot, Monastrell, Cabernet Franc und Rome.